# Arachnodes histeroides
Arachnodes histeroides là một loài bọ cánh cứng trong họ Bọ hung (Scarabaeidae).